# Líbia nos Jogos Olímpicos de Verão de 2008
A Líbia participou dos Jogos Olímpicos de Verão de 2008 em Pequim, na China. O país estreou nos Jogos em 1964 e em Pequim fez sua 9ª apresentação.

## Desempenho

### Atletismo
| Atleta               | Prova              | Elims.  | Elims. | Quartas | Quartas | Semifinal   | Semifinal   | Final       | Final       |
| Atleta               | Prova              | Res.    | Pos.   | Res.    | Pos.    | Res.        | Pos.        | Res.        | Pos.        |
| -------------------- | ------------------ | ------- | ------ | ------- | ------- | ----------- | ----------- | ----------- | ----------- |
| Ali Mabrouk El Zaidi | Maratona masculina |         |        |         |         |             |             | DNF         | DNF         |
| Ghada Ali            | 400 m feminino     | 1m06s19 | 50º    |         |         | Não avançou | Não avançou | Não avançou | Não avançou |

### Ciclismo de estrada
Masculino
| Atleta         | Prova                        | Tempo | Pos. |
| -------------- | ---------------------------- | ----- | ---- |
| Ahmed Belgasim | Corrida em estrada masculina | DNF   | DNF  |

### Judô
Masculino
| Atleta            | Categ.  | Fase de 32               | Fase de 16             | Quartas                | Semifinais             | Repescagem 1ª fase     | Repescagem Quartas     | Repescagem Semifinais  | Final                  |
| Atleta            | Categ.  | Adversário e resultado   | Adversário e resultado | Adversário e resultado | Adversário e resultado | Adversário e resultado | Adversário e resultado | Adversário e resultado | Adversário e resultado |
| ----------------- | ------- | ------------------------ | ---------------------- | ---------------------- | ---------------------- | ---------------------- | ---------------------- | ---------------------- | ---------------------- |
| Mohamed Ben Saleh | -100 kg | HUN D. Hadfi D 0000-1001 | Não avançou            | Não avançou            | Não avançou            | Não avançou            | Não avançou            | Não avançou            | Não avançou            |

### Natação
| Atleta         | Prova                 | Elims.  | Elims. | Semifinal   | Semifinal   | Final       | Final       |
| Atleta         | Prova                 | Tempo   | Pos.   | Tempo       | Pos.        | Tempo       | Pos.        |
| -------------- | --------------------- | ------- | ------ | ----------- | ----------- | ----------- | ----------- |
| Sofyan El Gadi | 100 m livre masculino | 57s89   | 64º    | Não avançou | Não avançou | Não avançou | Não avançou |
| Asmahan Farhat | 100 m peito feminino  | 1m21s68 | 47º    | Não avançou | Não avançou | Não avançou | Não avançou |

### Taekwondo
Masculino
| Atleta         | Categ. | Fase de 16             | Quartas                | Semifinais             | Repescagem Quartas     | Repescagem Semifinais  | Final                  |
| Atleta         | Categ. | Adversário e resultado | Adversário e resultado | Adversário e resultado | Adversário e resultado | Adversário e resultado | Adversário e resultado |
| -------------- | ------ | ---------------------- | ---------------------- | ---------------------- | ---------------------- | ---------------------- | ---------------------- |
| Ezzideen Tlish | −68 kg | UZB D. Kim D DSQ       | Não avançou            | Não avançou            | Não avançou            | Não avançou            | Não avançou            |